# Arthur Bernier
Pour les articles homonymes, voir Bernier.
Arthur Georges Bernier, dit Art (né le 16 juillet 1886 — mort le 22 mai 1953), est un joueur professionnel de hockey sur glace du début du XXe siècle. Il était membre de la formation originale des Canadiens de Montréal en 1909-1910 et participa à la première partie de l'équipe le 5 janvier 1910,,.

## Biographie
Bernier joue au hockey intermédiaire pour Belleville dans l'Association de hockey de l'Ontario lors de la saison 1903-1904. Il rejoint l'armée canadienne en 1904 et joue au hockey pour le 14e régiment de Kingston dans le jeu de l'OHA senior pendant trois saisons de 1906 à 1909. Il rejoint les Canadiens de Montréal lors de la première saison de l'équipe en 1910 et joue la saison complète des 12 matchs. Bernier a été parmi les buteurs des Canadiens, une victoire 7-6 contre Cobalt dans laquelle sa mère a été blessée dans les tribunes en raison de l'absence de couverture protectrice pour les spectateurs présents.

## Statistiques
Pour les significations des abréviations, voir statistiques du hockey sur glace..
| Saison    | Équipe                   | Ligue |                            | Saison régulière           | Saison régulière           | Saison régulière           | Saison régulière           | Saison régulière           |                            | Séries éliminatoires       | Séries éliminatoires       | Séries éliminatoires       | Séries éliminatoires | Séries éliminatoires |
| Saison    | Équipe                   | Ligue | PJ                         | B                          | A                          | Pts                        | Pun                        | PJ                         | B                          | A                          | Pts                        | Pun                        |                      |                      |
| 1903-1904 | Belleville               | OIHA  | Statistiques indisponibles | Statistiques indisponibles | Statistiques indisponibles | Statistiques indisponibles | Statistiques indisponibles | Statistiques indisponibles | Statistiques indisponibles | Statistiques indisponibles | Statistiques indisponibles | Statistiques indisponibles |                      |                      |
| 1906-1907 | 14e Régiment de Kingston | SOHA  | 7                          | 15                         | 0                          | 15                         | 8                          | 2                          | 1                          | 0                          | 1                          | 3                          |                      |                      |
| 1907-1908 | 14e Régiment de Kingston | SOHA  | 3                          | 6                          | 3                          | 9                          | 6                          | 3                          | 3                          | 0                          | 3                          | 15                         |                      |                      |
| 1908-1909 | 14e Régiment de Kingston | SOHA  | 4                          | 6                          | 0                          | 6                          | 7                          | 4                          | 3                          | 0                          | 3                          | 29                         |                      |                      |
| 1909-1910 | Canadiens de Montréal    | ANH   | 12                         | 12                         | 0                          | 12                         | 25                         | -                          | -                          | -                          | -                          | -                          |                      |                      |
| 1910-1911 | Canadiens de Montréal    | ANH   | 3                          | 1                          | 0                          | 1                          | 0                          | -                          | -                          | -                          | -                          | -                          |                      |                      |
| 1910-1911 | Professionals de Galt    | OPHL  | 2                          | 0                          | 0                          | 0                          | 0                          | -                          | -                          | -                          | -                          | -                          |                      |                      |
| 1911-1912 | Wanderers de Montréal    | ANH   | 11                         | 4                          | 0                          | 4                          | 0                          | -                          | -                          | -                          | -                          | -                          |                      |                      |
| 1911-1912 | Nationals de Montréal    | LHCM  | 1                          | 0                          | 0                          | 0                          | 0                          | -                          | -                          | -                          | -                          | -                          |                      |                      |

## Transactions
- Le 17 décembre 1909, il signe avec les Canadiens de Montréal [5] ;
- Le 18 février 1911, il signe avec les Professionals de Galt [5] ;
- Le 7 décembre 1911, il signe avec les Wanderers de Montréal [5].